# Сикениця (річка)
Сикениця (словац. Sikenica) — річка в Словаччині, ліва притока Грону, протікає в округах Банська Штявниця і Левиці.
Довжина — 45 км.
Бере початок в масиві Штявницькі гори біля села Висока на висоті 650 метрів. У неї впадають річки Подлужанка; Яблоньовка; Девічанський потік і Жемберовський потік.
Впадає у Грон біля села Шаровце на висоті 137 метрів.